# Nennig

Nennig é uma vila situada no Sarre, Alemanha, parte do município de Perl. Fica situada no rio Mosela, do lado oposto de Remich, Luxemburgo. Nennig é conhecida como uma vila romana que contém vários mosaicos bem conservados, descobertos no século XIX. O local era um condominium da Arquidiocese de Tréveris, Ducado de Lorena (Reino de França a partir de 1766), e do Condado do Luxemburgo até à anexação pelos franceses durante a Revolução Francesa em 1794. Durante a Segunda Guerra Mundial, Nennig foi fortemente destruída. Hoje em dia é conhecida como sendo a aldeia mais quente da Alemanha, dado ter sido aí registado o record de temperatura máxima no país.

## Galeria de fotografias

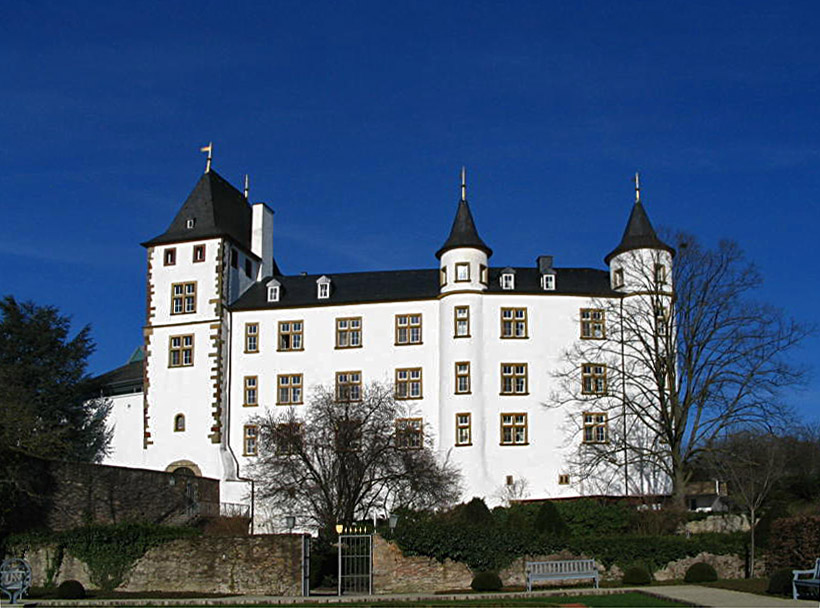
Schloss Berg
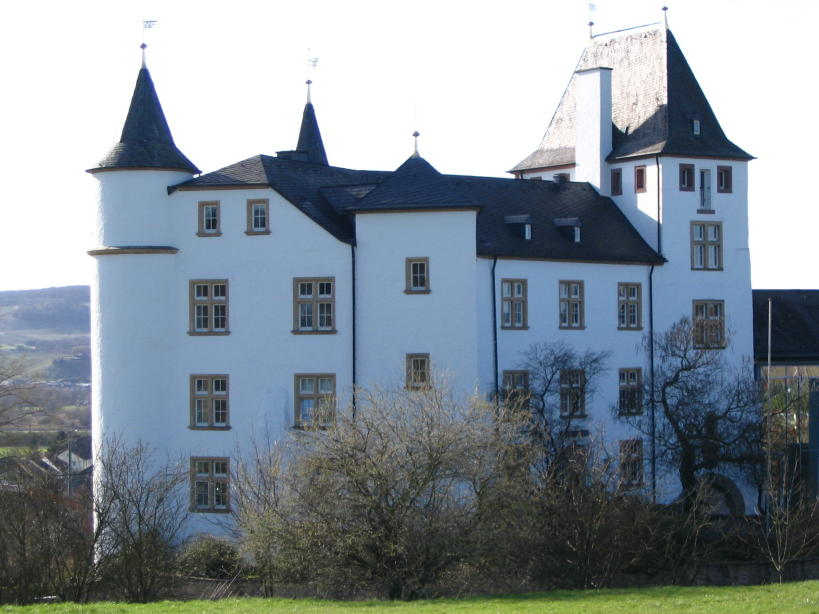
Schloss Berg
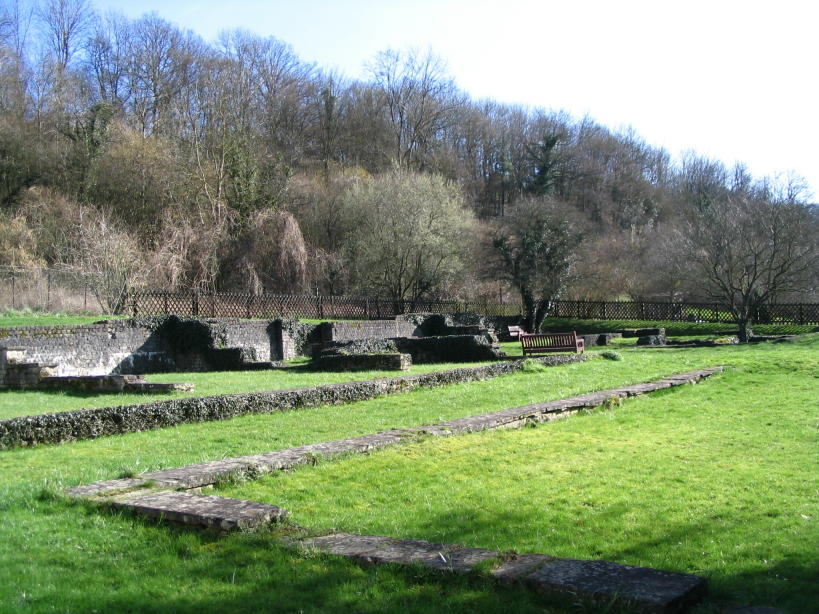
Vila romana
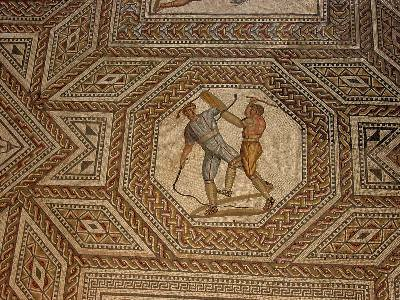
Mosaico numa vila romana
- Um reciário esfaqueia o seu oponente, um secutor (Mosaico de Nennig)